# Tolosa (Guipúzcoa)
Tolosa es una villa y municipio español situado en la parte central de la comarca de Tolosaldea, en la provincia de Guipúzcoa, comunidad autónoma del País Vasco. Durante una década, de 1844 a 1854, fue capital de la provincia.
Situado en el valle del río Oria, tiene una población de 20 109 habitantes (INE 2024). La industria del papel ha sido históricamente uno de sus motores económicos más importantes, aunque cuenta con empresas de amplio espectro industrial. El comercio, la gastronomía –con los asadores, la alubia y los dulces como principales referentes–, la agricultura y el turismo son también otras de las actividades económicas más influyentes de la ciudad. Asimismo, Tolosa es de sobra conocida por su gran actividad cultural. También cuenta con servicios de salud, bancarios, comerciales, oficiales y juzgados.

## Toponimia
La etimología del topónimo Tolosa no está clara, pero tiene origen occitano, como Toulouse, la ciudad más importante de Occitania.

## Geografía
Tolosa se encuentra en el este de la provincia de Guipúzcoa, a escasos 27 kilómetros de San Sebastián. Actúa como capital de la comarca de Tolosaldea y cuenta con una superficie de 37,38 km². 
El término municipal está atravesado por la autovía del Norte N-I entre los pK 433 y 438, así como por las carreteras provinciales GI-2130, que comunica con Berrobi, GI-2135, que permite la conexión con Lizarza, y GI-2634, que se dirige hacia Azpeitia. 
El municipio presenta un relieve accidentado, que ha imposibilitado el desarrollo urbano de la villa más allá de las márgenes del río Oria. El núcleo urbano de Tolosa se sitúa a 75 metros sobre el nivel del mar. La altitud del municipio oscila entre los 1250 metros en el exclave de Bedayo, cerca de la sierra de Aralar, y los 70 metros a orillas del río Oria. 
| Noroeste: Alquiza   | Norte: Hernialde, Anoeta e Irura         | Nordeste: Billabona e Ibarra |
| Oeste: Albíztur     |                                          | Este: Ibarra                 |
| Suroeste: Legorreta | Sur: Ikaztegieta, Alegría de Oria y Alzo | Sureste: Leaburu             |

El exclave de Bedayo limita con Alzo, Lizarza, Gaztelu, Alegría de Oria, Amézqueta y el municipio navarro de Araiz. 
Inicialmente Tolosa era una isla rodeada por el río Oria y la regata Erretengibel. El núcleo urbano estaba amurallado, y había cuatro puentes para entrar al mismo. En este mismo punto, el río Oria recibe a sus afluentes Araxes y Berástegui. Se encuentra rodeado de montañas: Uzturre, Hernio, Artubi... 

### Barrios
Tolosa se divide en distintos barrios: Iurre, Berazubi, Bidebieta, San Esteban, Izaskun, San Blas, Amarotz, Usabal, Santa Lutzia, Monteskue, Belate, Belabieta, Alde Zaharra (Parte Vieja), Auzo Txikia, Alliri, Arramele, Iparragirre, y más alejados del núcleo urbano, los barrios rurales Urkizu, Aldaba, Aldaba Txiki y Bedayo.

## Demografía
Tolosa cuenta con una población de 20 109 habitantes (INE 2024).
| Gráfica de evolución demográfica de Tolosa entre 1842 y 2021                                                        |
| |
| Población de derecho según los censos de población del INE Población de hecho según los censos de población del INE |

### Población por núcleos
Desglose de población según el Padrón Continuo por Unidad Poblacional del INE.
| Núcleos      | Habitantes (2014) | Varones | Mujeres |
| ------------ | ----------------- | ------- | ------- |
| Aldaba       | 70                | 35      | 35      |
| Auzotxikia   | 134               | 65      | 69      |
| Bedayo       | 98                | 47      | 51      |
| Monteskue    | 135               | 69      | 66      |
| San Blas     | 5680              | 2785    | 2895    |
| San Esteban  | 385               | 188     | 197     |
| Santa Lutzia | 123               | 66      | 57      |
| Tolosa       | 12188             | 5764    | 6424    |
| Urkizu       | 42                | 23      | 19      |
| Usabal       | 81                | 44      | 37      |

## Patrimonio

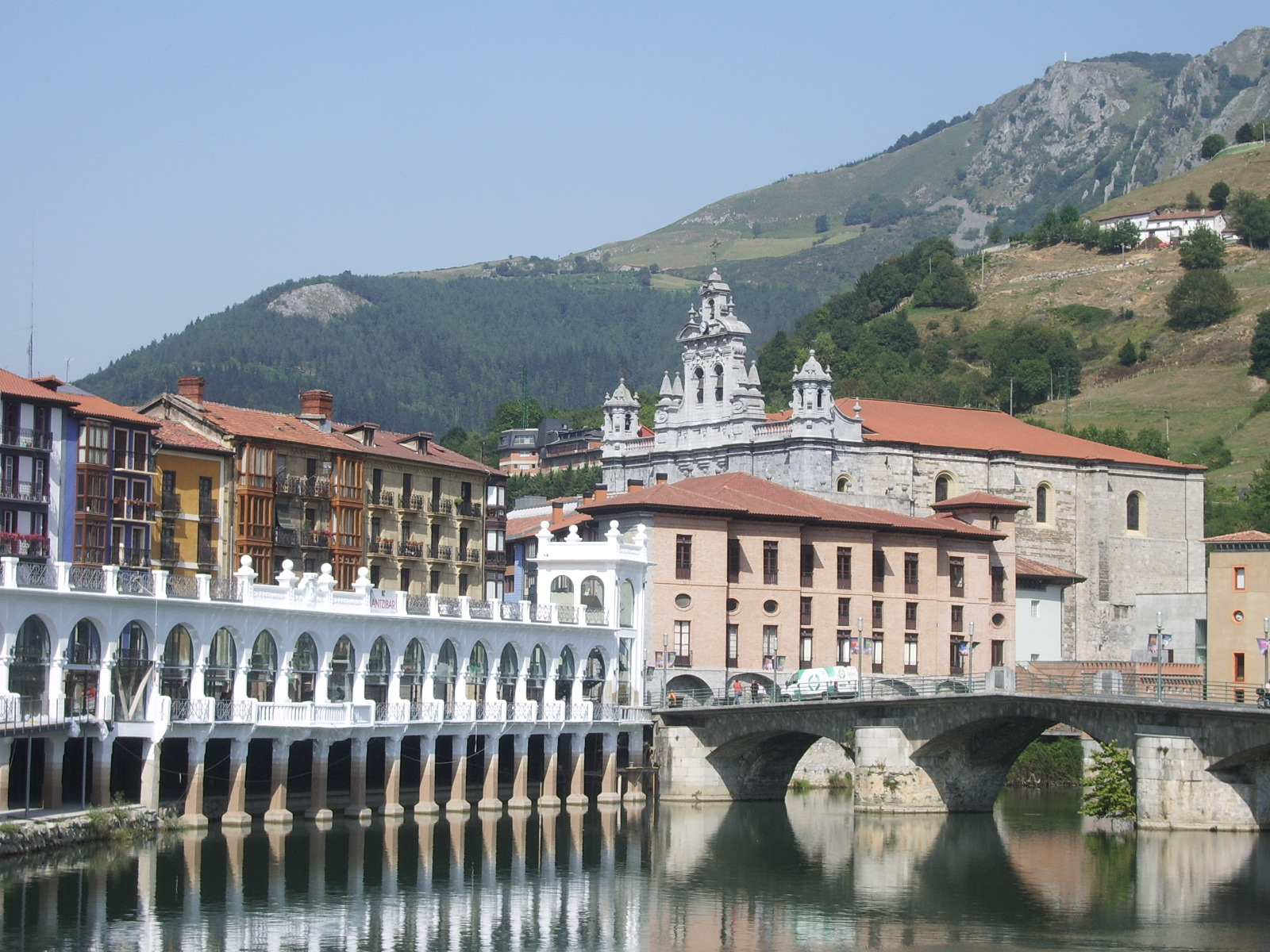
Río Oria y la iglesia de Santa María

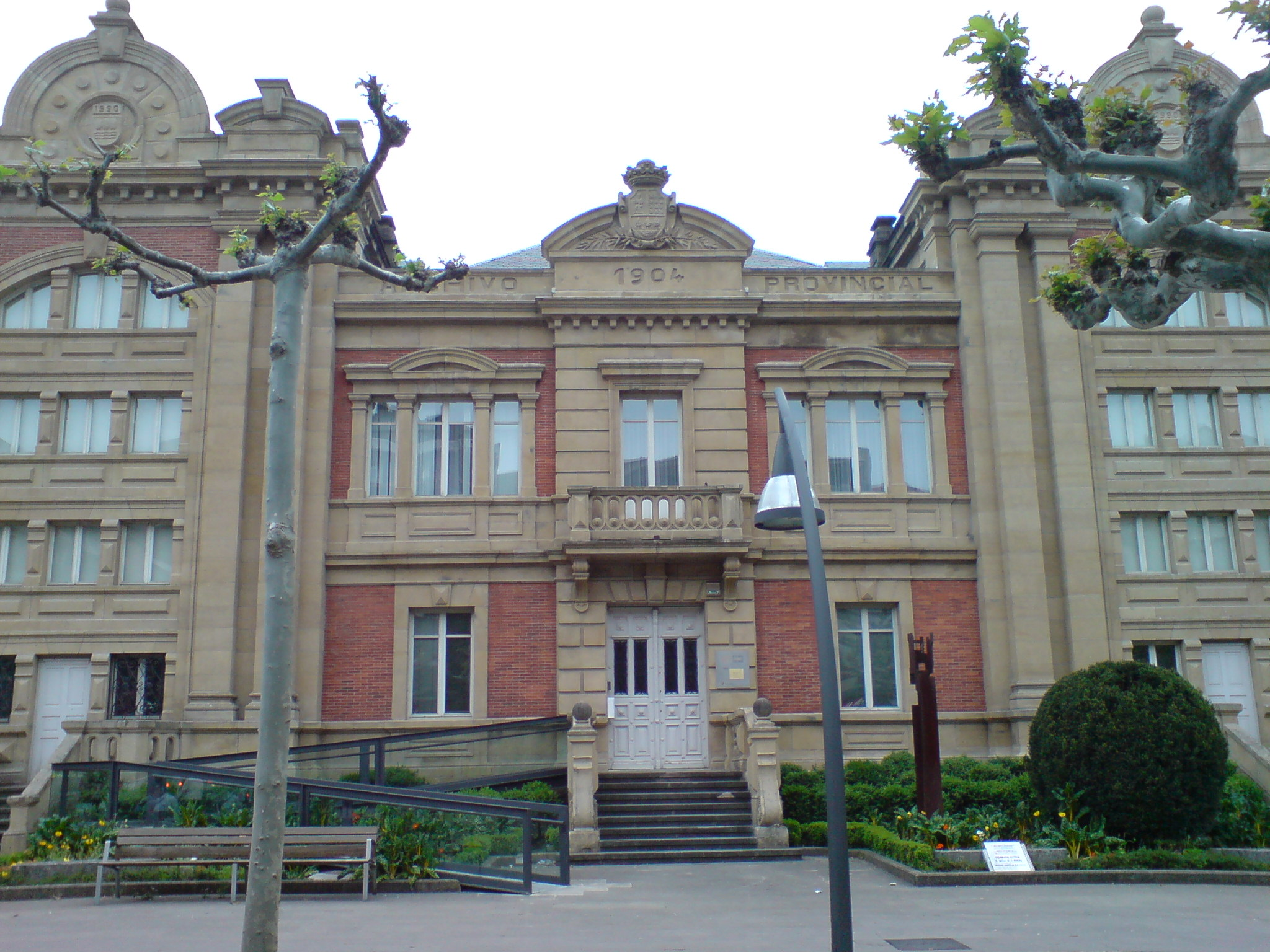
Archivo provincial

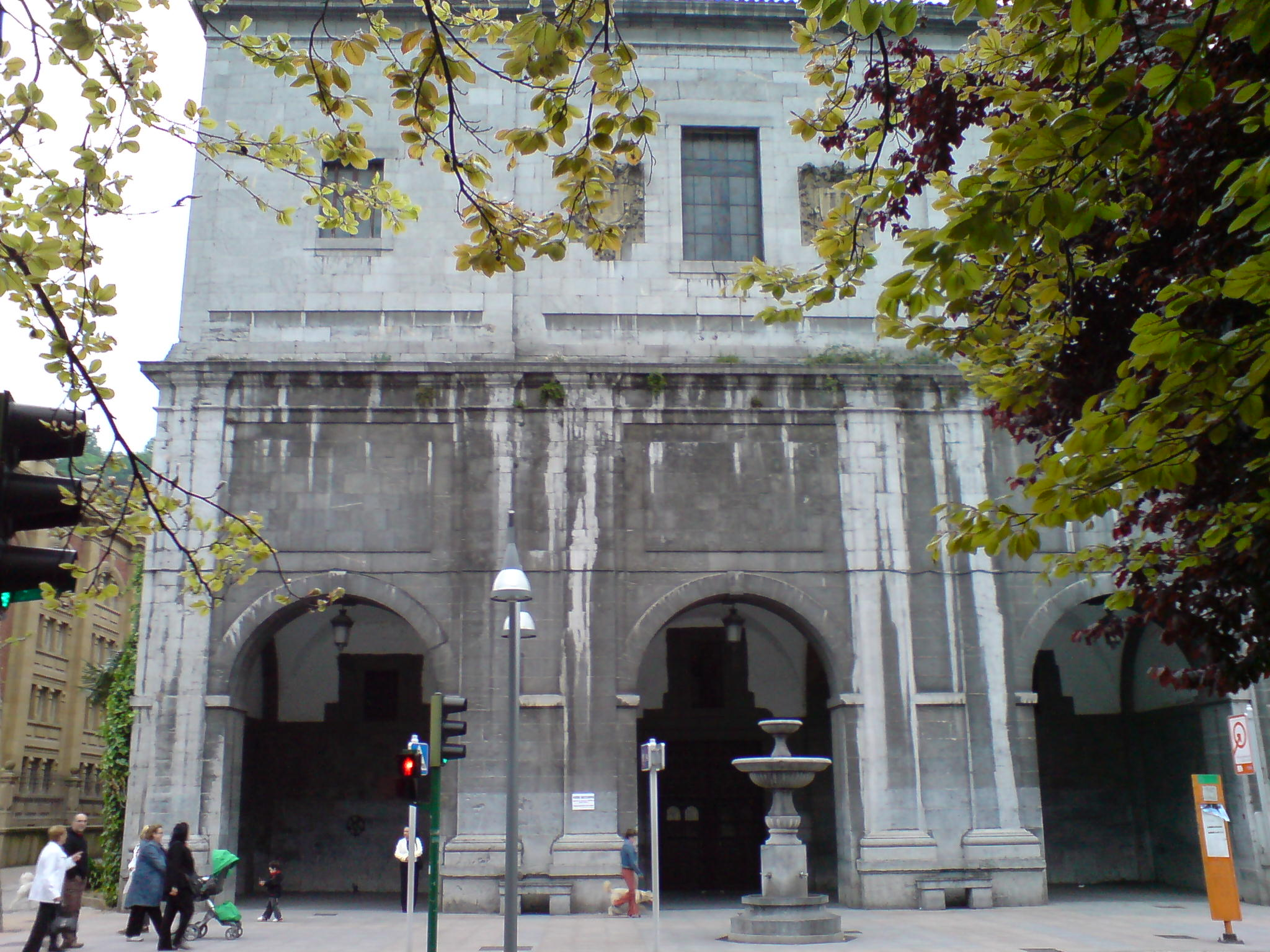
Convento de San Francisco

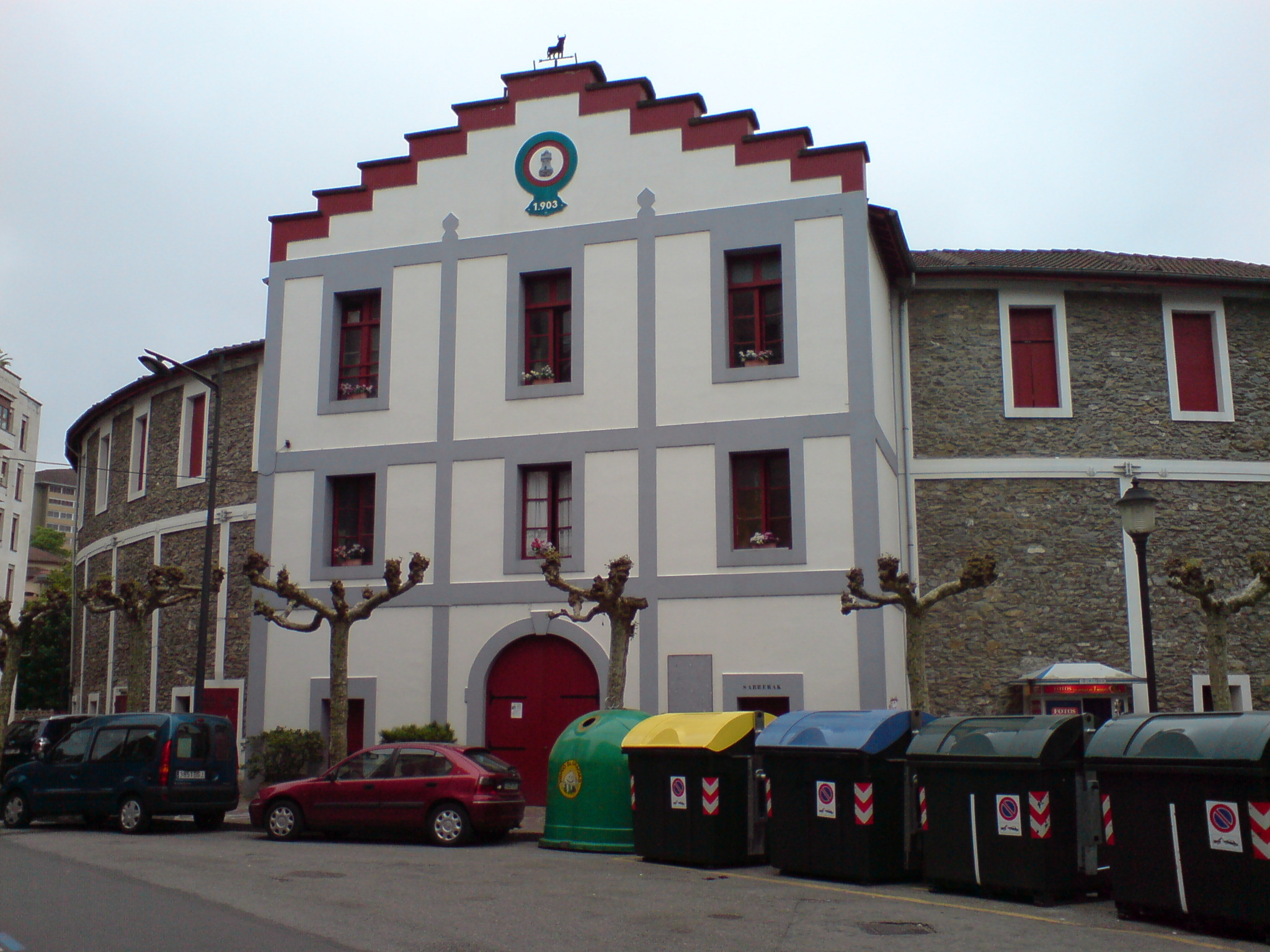
Plaza de toros

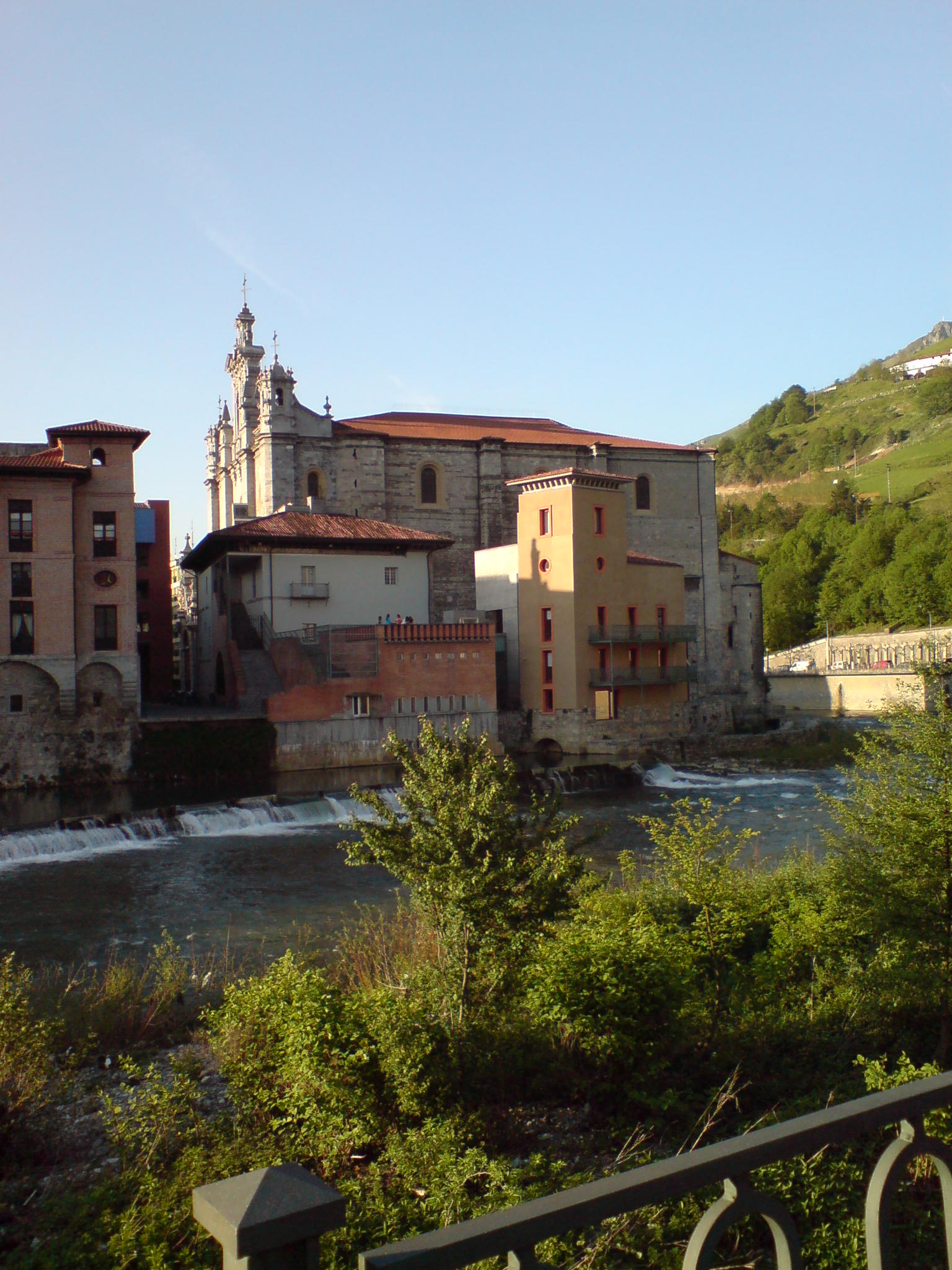
Palacio Idiáquez, molino e iglesia de Santa María

- Archivo provincial de Guipúzcoa, construido en 1904 por el arquitecto Cortázar, fue uno de los primeros en construirse en hormigón en la provincia. Desde el siglo XVI Tolosa era ya sede del Archivo de la provincia, ubicado anteriormente en la parroquia.
- Casa consistorial, construida entre 1657 y 1672, de estilo barroco, con la planta baja porticada y balcones de hierro forjado. Obra del maese cantero Juan de Arburola.
- Casa de cultura (siglo XIX), edificio de planta rectangular alargada que sigue la línea de la antigua muralla, por lo que su fachada es perpendicular a las calles del casco antiguo, cegando su visión meridional. De estilo neoclásico isabelino, fue totalmente remodelado en la década de los ochenta para casa de cultura. Entre 1844 y 1854 fue sede de la Diputación Foral de Guipúzcoa.
- Convento de San Francisco, situado a la salida del Camino Real a Castilla. De planta basilical, fue construido hacia 1676 por Nicolás de Zumeta y Agustín de Lizarraga. A resaltar el retablo de su altar mayor y la capilla de los Antia.
- Convento de Santa Clara. Cenobio barroco (siglo XVIII) de monjas clarisas. Artístico retablo mayor dorado churrigueresco-rococó.
- Iglesia de Santa María, con 1630 m² de superficie en la actualidad. La iglesia original se vio afectada por el incendio de 1503, y hasta 1548 no pudieron iniciarse las obras por falta de dinero. Se levanta entonces un edificio con tres naves altas rematadas por bóvedas de falsa crucería, sostenidas por seis columnas, en la variante local del gótico llamada gótico vasco. En 1761 Martín de Carrera la dota de la actual fachada barroca con espadaña central y dos torres unidas por balaustrada, y unos años más tarde se añade el atrio. En el siglo XIX Silvestre Pérez realiza unas reformas con corte neoclásico. Dispone de un retablo central, y en una de las capillas laterales se guarda la portada románico-gótica de la ermita de San Esteban, que resultó destruida por una inundación.
- Iglesia del Corpus Christi
- Mercado del Tinglado
- Palacio de Aramburu (siglo XVII), prototipo del barroco vasco. Edificio exento de planta irregular con tejado a cuatro aguas. Fachada austera de sillares almohadillados siguiendo los principios de simetría y centralidad propios del clasicismo. Es imponente el decorado de la puerta principal enlazando con el del balcón central. Está presente el escudo de armas del jurisconsulto Miguel de Aramburu, autor en 1697 de la Recopilación de los Fueros de Guipúzcoa.
- Palacio de Atodo (siglo XVI), en el n.° 35 de la calle Mayor. De estilo renacentista, de amplias proporciones y fachada de sillares amparada por alerón doble de canes tallados. Hermosos balcones forjados en la planta noble y veinte huecos simétricos de arco rebajado en la última planta. Artístico escudo con león rampante mostrado por una pareja de infantes en gracioso escorzo. Cuna de Fermín de Atodo, conde palatino, capitán de los Tercios tolosanos en 1558 y embajador de Felipe II en Roma.
- Palacio de Justicia (año 1853), ocupa uno de los lados de la plaza porticada cuadrada de 50 m de lado. Conjunto neoclásico de composición unitaria, destacando el palacio por una mayor riqueza de materiales y dos plantas en lugar de tres que tienen las viviendas contiguas. El pórtico se transforma aquí en arcada. Fachada de sillares calizos en planta baja y recerco de huecos e impostas. Obra de los arquitectos locales Unanue y Escoriaza. En la cárcel de este juzgado compuso el bardo José María Iparraguirre el sentido zortziko de evocación materna Nere amak baleki (Si mi madre supiera). Desde 2009 es la sede del Centro Internacional del Títere de Tolosa TOPIC.
- Palacio Idiáquez, edificado en 1605, se levanta sobre la muralla, en la zona de la antigua Puerta de Navarra. El edificio actual se estima del siglo XVIII, después de que un incendio destruyera la anterior casa-torreón. Su fachada principal es de sillería en martillo (cierra la Plaza Vieja), mientras que el posterior es de ladrillo en diente de sierra sobre el río. En 1794 lo ocupó el fabulista Félix María de Samaniego y Zabala, cuando ejerció de alcalde tolosano. El edificio es hoy la sede social del Casino de Tolosa.
- Plaza de toros inaugurada el 24 de junio de 1903 (estaba previsto que lo hiciera Bombita, pero por una lesión fue sustituido por Bonarillo y Guerrerito), cuenta con un ruedo de 37,5 m con un callejón de 1,8 m y 5300 localidades. Las gradas y los palcos están sobre el tendido, lo que la dota de una proporcionalidad especial. Se celebran en ella competiciones de deporte rural vasco (korrikalaris, aizkolaris, levantamiento de piedras, etc.). Los Carnavales de la ciudad la tienen de centro neurálgico, corriendo vaquillas todas las tardes desde el día de Jueves Gordo y el toro del aguardiente la mañana del Martes de Carnaval.
- Casa Bengoetxea
- Puerta de Castilla
- Torre de Andía ubicada en el n.° 17 de la calle Mayor. Solo quedan vestigios del escudo y dos gárgolas, además de los cimientos, de este edificio medieval donde vivió el esclarecido Domenjón González de Andía, considerado «Rey de Guipúzcoa».

## Historia
En el barrio de San Esteban se descubrió un asentamiento humano de 9000 años de antigüedad. Por los instrumentos y restos de talla de sílex encontrados, se trataría de un grupo cuya economía se basaba en la caza y recolección de frutos.
De la Edad del Bronce, unos 4000 años de antigüedad, son los dólmenes de Belabieta y Añi, construcciones funerarias testimonio de las primeras manifestaciones religiosas.
En la Edad del Hierro, hace unos 2300 años, surgen los primeros poblados. Se asientan en montes de altura media, como por ejemplo Intxur en Aldaba, y se protegen rodeándose de murallas. Además de conocer el hierro, eran ya agricultores y ganaderos.
Toda la Antigüedad, incluida la romanización y hasta al menos el año 1025, en que Guipúzcoa entra en la Historia, es un período oscuro del que se sabe bien poco.
Tolosa siempre ha tenido una gran importancia estratégica. Era el cruce de caminos entre Castilla, Navarra y Francia. Cuando en 1200, el territorio guipuzcoano fue incorporado a Castilla, el rey Alfonso X el Sabio nombró Villa a Tolosa, y más adelante, en 1256, otorgó el fuero a Tolosa. En este fuero se concedían a los habitantes de Tolosa unos privilegios con los que no contaban los habitantes de las aldeas cercanas, ni los de otras provincias. Igualmente dispuso la fortificación de Tolosa, Ordizia y Segura, puntos fronterizos con Navarra. La ciudad original se levanta en una isla separada por un brazo del Oria que pasaba por la actual calle de la Rondilla (anteriormente de Pablo Gorosábel) y está totalmente amurallada, con seis puertas dotadas de torreones de defensa (puertas de Castilla, Arramele, Navarra, casa de las Damas, Matadero y Nuestra Señora del Socorro).
En 1282 sufre un incendio que la destruye. Sancho IV de Castilla la concede nuevos privilegios para fomentar su reconstrucción y la llegada de nuevos habitantes; entre ellos libra a quienes fueran a establecerse allí de todo tributo a la Corona (Vitoria, 20 de abril de 1290), privilegios confirmados con posterioridad por Fernando IV de Castilla y Alfonso XI de Castilla.
Sin embargo, el mantenimiento de estos privilegios fue problemático en ocasiones, como cuando en 1463 el recaudador Jacob Gaón exigió el pago del impuesto llamado pedido a los tolosanos. Estos le contestaron que estaban exentos de pagarlo, por las disposiciones aprobadas por el rey. Gaón les amenazó, y varios de ellos lo mataron, decapitaron y expusieron su cabeza en lo alto de una picota, como castigo por haber puesto a Tolosa en lo alto de su lista de recaudaciones. El rey Enrique IV de Castilla se dirigió a Tolosa a vengar su muerte, pero los autores huyeron de la villa. El rey mandó derribar la casa en la que se había cometido el crimen. No llegó a ejecutar a los autores, ya que antes de atraparlos le llegó una petición de las Juntas de Guipúzcoa que le rogaba perdón para los tolosanos, y le exponía los argumentos de estos, y Enrique IV reconoció que estaban exentos del pago.
La inseguridad reinante desde el siglo XIV hace que durante dos siglos varias villas y aldeas se unan y separen al concejo de Tolosa, entre ellas Abalcisqueta, Aduna, Albístur, Alegría de Oriai, Alquiza, Alzo, Amasa, Amézqueta, Andoáin, Anoeta, Asteasu, Baliarráin, Belaunza, Berástegui, Berrobi, Cizúrquil, Elduayen, Estella, Ezama, Gaztelu, Hernialde, Ibarra, Icazteguieta, Irura, Lascoáin, Leaburu, Lizarza, Orendáin, Oreja y Yurre. Tolosa se compromete a la defensa de las villas, que quedan bajo la jurisdicción del alcalde, y por lo general se adscriben a los privilegios y fueros de Tolosa. Durante el siglo XIV se producen varias desavenencias con estas ciudades, y un conflicto con San Sebastián por los casos de Andoáin, Aduna y Alquiza, que se zanja en 1479 con el paso de estas tres villas a la jurisdicción donostiarra.

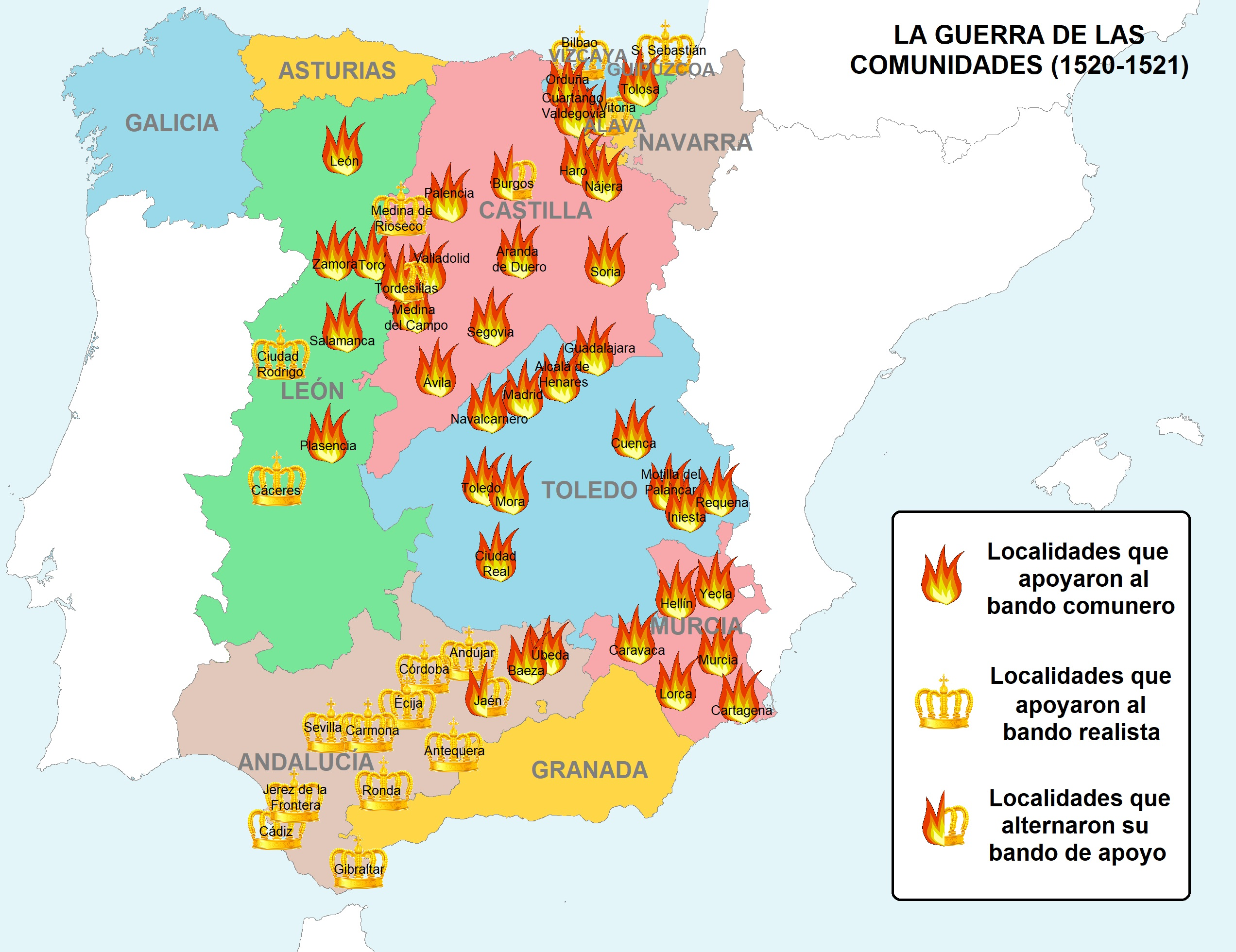
Tolosa se situó en el bando comunero en la Guerra de las Comunidades

En 1469 sufre otro importante incendio, y otro mayor en 1503 que afectó incluso a la iglesia parroquial, pese a estar aislada. Se la conceden en ambos nuevos privilegios para ayudar en su reconstrucción, y los Reyes Católicos libran una orden por la que el corregidor de la provincia resida en Tolosa cuando no esté visitando otras villas.
Tras el levantamiento del conde de Salvatierra en 1520, durante la Guerra de las Comunidades, Tolosa se situó en el bando comunero, venciendo el ejército realista la resistencia de Tolosa y de otras localidades comuneras vascas tras la derrota del ejército del conde de Salvatierra, Pedro López de Ayala, en la batalla de Miñano Mayor el 19 de abril de 1521.
El 9 de agosto de 1794, durante la guerra de la Convención, las tropas francesas ocuparon Tolosa. En la Guerra de la Independencia fue ocupada otra vez. Mientras estuvo dominada por el ejército napoleónico sufrió los ataques de las guerrillas de la zona.
De 1844 a 1854 bajo el gobierno de los progresistas, Tolosa fue capital de Guipúzcoa, volviendo más tarde la titularidad a San Sebastián, que había sido declarada capital en decretos de 1822y 1833.
Tolosa fue una de las ciudades más importantes del territorio controlado por los carlistas en la guerra civil de 1872-1876, por lo que fue una de las sedes del periódico El Cuartel Real.

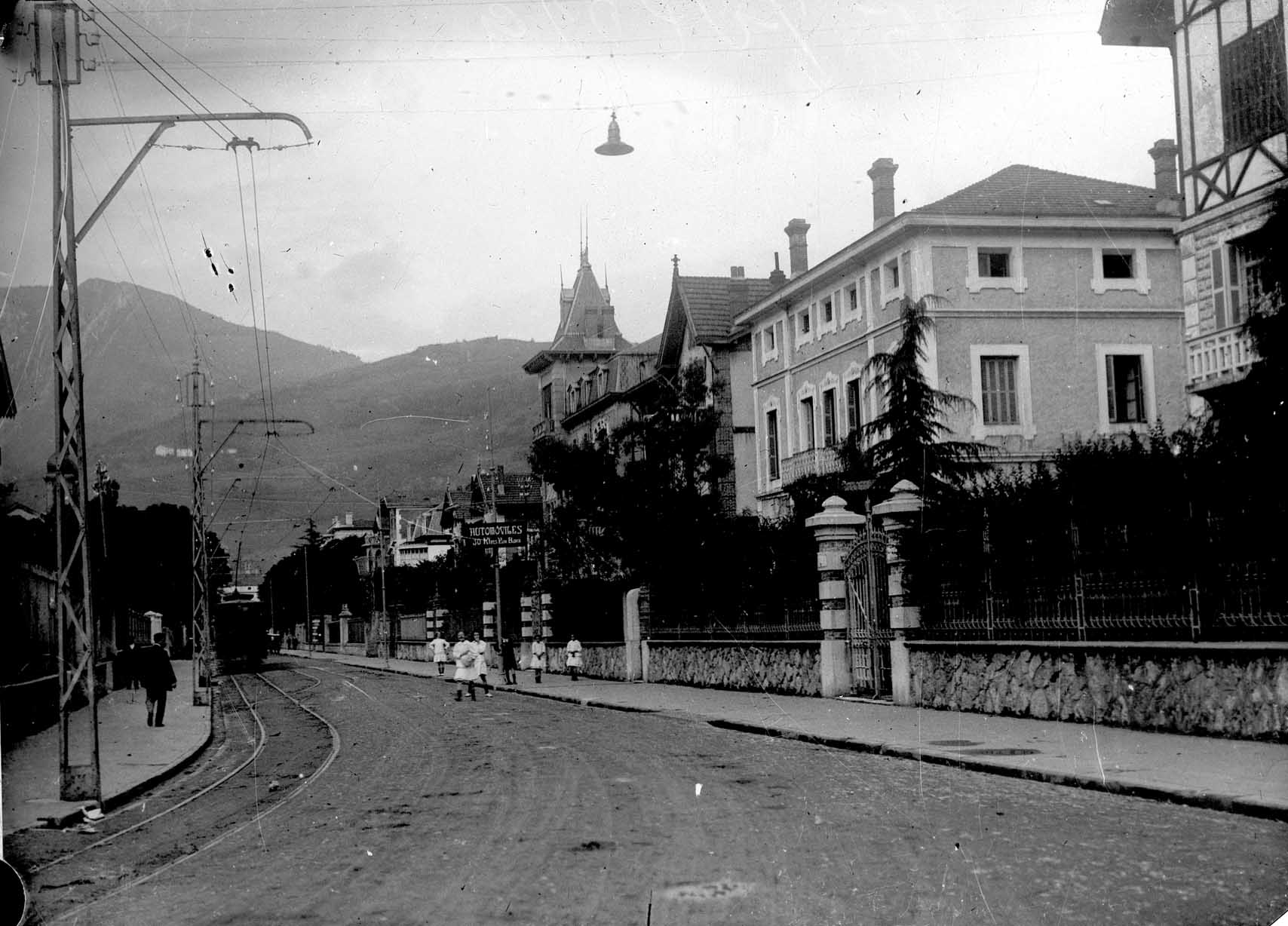
Calle San Francisco a principios del. Fotografía: Indalecio Ojanguren

## Administración y política

### Gobierno municipal
Las elecciones municipales que se celebraron el 25 de mayo de 2003 dejaron a Jokin Bildarratz (PNV), alcalde, Olatz Peón (PNV), la primera teniente de alcalde y Onintza Lasa (EA), la segunda.
En las elecciones municipales del 27 de mayo de 2007 la candidatura de ANV en el municipio fue ilegalizada, por lo que los votos emitidos con la papeleta de dicho partido fueron contabilizados como nulos. La comisión de gobierno estuvo formada por PNV y EA, siendo Jokin Bildarratz alcalde por segunda legislatura consecutiva.
En las elecciones municipales de 2011, la coalición independentista Bildu (que integran EA, Alternatiba e independientes de la izquierda abertzale) logró la mayoría de votos. Ibai Iriarte fue nombrado alcalde de Tolosa con ocho votos de los concejales de Bildu y uno de Iñaki Irazabalbeitia, de Aralar.
En las elecciones municipales de 2015 el PNV logró la mayoría. La corporación municipal está constituida por 9 representantes del PNV, 7 de la coalición EH-Bildu y 1 del PSE-EE. Olatz Peón fue nombrada alcaldesa.
| Partido político                                              | 2015   | 2015       | 2011   | 2011       | 2007   | 2007       | 2003        | 2003        | 1999    | 1999       | 1995   | 1995       | 1991  | 1991       |
| Partido político                                              | %      | Concejales | %      | Concejales | %      | Concejales | %           | Concejales  | %       | Concejales | %      | Concejales | %     | Concejales |
| Euzko Alderdi Jeltzalea-Partido Nacionalista Vasco (EAJ-PNV)  | 48,88  | 9          | 38,66  | 7          | 50,16  | 9          | 41,45       | 8           | 34,61   | 7          | 19,56  | 4          | 18,08 | 3          |
| Euskal Herria Bildu (EH Bildu)-Bildu                          | 39,11  | 7          | 40,53  | 8          | —      | —          | —           | —           | —       | —          | —      | —          | —     | —          |
| Partido Socialista de Euskadi-Euskadiko Ezkerra (PSE-EE PSOE) | 6,59   | 1          | 6,24   | 1          | 11,68  | 2          | 10,29       | 2           | 7,75    | 1          | 7,11   | 1          | 8,43  | 1          |
| Partido Popular del País Vasco (PP)                           | 2,84   | 0          | 4,94   | 0          | 9,04   | 1          | 12,22       | 2           | 12,03   | 2          | 10,11  | 2          | 6,89  | 1          |
| Aralar                                                        | —      | —          | 5,06   | 1          | —      | —          | —           | —           | —       | —          | —      | —          | —     | —          |
| Ezker Batua-Berdeak (EB-B)                                    | —      | —          | 2,15   | 0          | 11,02  | 2          | 7,16        | 1           | 4,34    | 0          | 4,09   | 0          | —     | —          |
| Hamaikabat (H1!)                                              | —      | —          | 0,88   | 0          | —      | —          | —           | —           | —       | —          | —      | —          | —     | —          |
| Eusko Alkartasuna (EA)                                        | —      | —          | —      | —          | 15,47  | 3          | 25,43       | 4           | Con PNV | Con PNV    | 30,45  | 6          | 33,13 | 6          |
| Partido Carlista de Euskal Herria (EKA)                       | —      | —          | —      | —          | —      | —          | 1,97        | 0           | —       | —          | 1,77   | 0          | —     | —          |
| Euskal Herritarrok (EH)-Herri Batasuna (HB)                   | —      | —          | —      | —          | —      | —          | Ilegalizado | Ilegalizado | 37,73   | 7          | 23,04  | 4          | 24,21 | 5          |
| Euskal Herriko Berdeak (EHB)                                  | —      | —          | —      | —          | —      | —          | —           | —           | 1,67    | 0          | 2,44   | 0          | —     | —          |
| Euskadiko Ezkerra (EE)                                        | PSE-EE | PSE-EE     | PSE-EE | PSE-EE     | PSE-EE | PSE-EE     | PSE-EE      | PSE-EE      | PSE-EE  | PSE-EE     | PSE-EE | PSE-EE     | 8,52  | 1          |

#### Evolución de la deuda viva municipal
El concepto de deuda viva contempla solo las deudas con cajas y bancos relativas a créditos financieros, valores de renta fija y préstamos o créditos transferidos a terceros, excluyéndose, por tanto, la deuda comercial. La deuda viva municipal por habitante en 2014 ascendía a 480,41 €.
| Gráfica de evolución de la deuda viva del Ayuntamiento entre 2008 y 2023                         |
|                                                                                                  |
| Deuda viva del Ayuntamiento de Tolosa, en miles de euros, según datos del Ministerio de Hacienda |

## Economía
Tolosa ejerce como cabecera comercial y de servicios de la comarca de Tolosaldea.
Las empresas industriales de Tolosa que emplean a más de 50 trabajadores (según el Catálogo Industrial Vasco) son:
- Panelfisa: fabricación de tornillos y tirafondos.
- Pasaban: maquinaria de manipulación para la industria del papel y cartón.
- S.A. de Talleres de Manipulación de Papel (SAM): sobres de papel.
- Talleres Arreche: decoletaje de piezas y fabricación de carburadores.
- Talleres Protegidos Gureak: ensamblajes eléctricos y mecánicos.

## Cultura
Es de notable reseña el Certamen Coral Internacional de Tolosa, que desde su inicio en 1969 se ha convertido en uno de los mejores concursos que se celebran en el mundo, con participación de coros y grupos vocales de todos los países.
También organizado por el CIT de Tolosa desde 1983 se celebra un importante Festival de Marionetas, Titirijai. De la mano de este, en 2009 inicia su actividad el Centro Internacional del Títere de Tolosa (TOPIC).
En otra esfera cultural, se celebran anualmente las jornadas Amalur sobre Naturaleza, Antropología y Viajes, organizadas por el Centro de Iniciativas de Tolosa.
Por otra parte, encontramos el centro cultural ocupado y autogestionado Bonberenea, promovido por jóvenes que mueve por todo el País Vasco, y también más allá de las fronteras su influencia. Por allí han pasado muchos grupos, como por ejemplo, Barricada, Fermin Muguruza, Doctor Deseo, Atom Rhumba y Gatillazo. Cuenta con sala de cine, emisora de radio y estudio de grabación propio donde han grabado grupos como Gose, Ama Say, Petti, Zea Mays, Glaukoma, Ze Esatek!, Deabruak Teilatuetan, Anestesia o Lobo Eléctrico.

### Gastronomía
Las alubias de Tolosa son una de las especialidades de la zona. Esta variedad se caracteriza por ser una alubia totalmente negra y uniforme. No requiere hidratación, por lo que no es necesario dejarla en remojo horas antes, como sucede con otro tipo de alubias. Es de carne mantequillosa y firme: si se cuece bien no debe romperse.
Otra característica importante es que se debe cocerse solo con un trozo de berza por kilo, una cebolla y ajos. Según la costumbre moderna, si se quisiera añadir alguna carne grasienta, esta debería cocinarse aparte, y una vez finalizada la cocción de la legumbre, mezclarlo todo.
Anualmente se celebra un concurso de las mejores alubias cultivadas en la región. Incluso existe una Cofradía de la alubia.
Alrededor del puente de diciembre se celebra la feria del chuletón, que atrae a numeroso público de todo el país.
También hay fama de pasteleros con dulces como Tejas y cigarrillos de Tolosa y los xaxus. Existe un museo de la repostería.

### Fiestas
Son notorios los Carnavales de Tolosa (Tolosako Iñauteriak), fiesta pagana que nunca dejó de celebrarse desde sus comienzos ni aun después de su prohibición durante un tiempo por la dictadura de Franco, denominándose fiestas de primavera.
Las fiestas patronales son las de San Juan, que se celebran el 24 de junio.
En septiembre es común la llamada feria de la cerveza. Se celebra en el tinglado o "zerkausi", y participan numerosos puestos con cervezas traídas de todo el mundo.
Desde 2007 se celebra allí la LAN party Gipuzkoa Encounter, a mediados de marzo.